# Габала (футбольный клуб)
«Габала́» (азерб. "Qəbələ" Peşəkar Futbol Klubu) — азербайджанский футбольный клуб из одноимённого города. Выступает в премьер-лиге Азербайджана.

## История

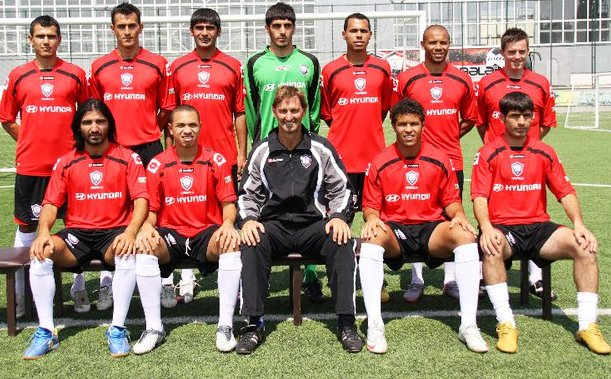
Команда в 2010 году

ФК «Габала» создан 3 июля 1995 года под названием «Гёй-Гёль» (по названию города Гёйгёль, тогда именовавшегося Ханлар). С 1995 по 2005 год представляла Ханларский район Азербайджана в чемпионате страны. 4 мая 2005 года команда переименована в «Гилан».

### 2000-е
В сезоне 2005/2006 команда стала победителем Первого дивизиона и впервые получила право играть в Премьер-лиге.
В августе 2006 года, с дебютом в Премьер-Лиге «Гилан» из Ханларского района перебазировался в Габалинский. С этого момента команда стала представлять город Габала.
31 августа 2007 года клуб был переименован в ПФК «Габала».

### 2010-е
В 2010 году главным тренером «радаров» стал знаменитый английский защитник «Арсенала» Тони Адамс. Однако, через год он был освобождён от должности главного тренера. Сезон команда завершила с  турецким тренером Фатихом Кавлаком. 
В мае 2013 года главным тренером стал российский тренер Юрий Сёмин. Под его руководством «Габала» в сезоне 2013/14 стала бронзовым призёром чемпионата, завоевав право выступать в Лиге Европы, и вышла в финал Кубка страны. В финале Кубка «Габала» уступила в серии пенальти «Нефтчи». По окончании сезона Сёмин покинул команду.
Сезон 2014/15 был начат с румынским тренером Доринелом Мунтяну, а в декабре завершён с украинским тренером Романом Григорчуком. По итогам сезона «радары» вновь стали бронзовыми призёрами чемпионата, тем самым вновь обеспечив себе место в Лиге Европы.
По результатам сезона 2015/2016 клуб вновь завоевал бронзовые медали чемпионата Азербайджана.
В чемпионате 2016/2017 стали серебряными призерами упустив первое место, которое занял «Карабах», а также снова вышли в финал кубка, уступив в финале тому же «Карабаху». Филип Озобич стал лучшим бомбардиром чемпионата, забив 11 голов.
В сезоне 2017/2018 был повторён прошлогодний успех, став серебряными призёрами. В Кубке Азербайджана «радары» дошли до финала, проиграв в финале «Кешля» (1:0). Багали Дабо завоевал звание лучшего бомбардира чемпионата, забив 13 голов. По окончании сезона Роман Григорчук оставил клуб.
В сезоне 2018/2019 «Габалу» первоначально возглавил Заур Гашимов. Впоследствии главным тренером стал Санан Гурбанов. Под его руководством «Габала» вышла в финал Кубка Азербайджана 2018/19. В финале «радары» с минимальным счетом обыграли «Сумгаит» и впервые в своей истории стали обладателями кубка, завоевав право выступать в Лиге Европы в следующем сезоне. Это стал также первый титул в истории клуба.
Сезон 2019/2020 клуб начал с новым главным тренером Эльмаром Бахшиевым. В чемпионате заняли последнее место. Чемпионат был приостановлен из-за пандемии COVID-19, и таким образом команда избежала вылета из высшей лиги.

### 2020-е
В сезоне  2020/21 «радары» заняли 7-е место. В Кубке страны остановились в четвертьфинале проиграв «Карабаху».
В розыгрыше 2022/2023 клуб вновь выиграл Кубок Азербайджана. 24 февраля 2024 года Эльмар Бахшиев подал в отставку.
26 февраля 2024 года клуб возглавил Кахабер Цхададзе.
По итогам сезона 2023/2024 клуб вылетел в Первый дивизион. Проведя сезон 2024/2025 в Первом дивизионе, в апреле 2025 года, в XX туре, за семь туров до конца розыгрыша команда обеспечила возвращение в Премьер-лигу.

### Общие сведения
Игроки команды попадали в национальные сборные Азербайджана разных возрастов.
26 игроков команды являлись членами сборной Азербайджана, в том числе Джавид Гусейнов, Махир Шукюров.
Легионеры команды являлись членами различных национальных сборных.
Рашад Садигов, Теллур Муталимов, Эльвин Джамалов в составе сборной до 21 года на Играх исламской солидарности 2017 завоевали золотые  медали.
При клубе функционирует детская академия.

## Еврокубки
Дебют в еврокубках состоялся летом 2014 года.

### Лига Европы
В сезоне 2015/2016 под руководством Романа Григорчука клуб сенсационно вышел в групповой этап Лиги Европы. Впервые в истории азербайджанского футбола команда прошла 4 отборочных раунда Лиги Европы. На групповом этапе в итоге команда, набрав 2 очка, заняла последнее место.
В сезоне 2016/17 «Габала» повторила прошлогодний успех выйдя в групповой этап Лиги Европы. 
В сезоне 2017/18 в Лиге Европы клуб остановился в третьем раунде, проиграв греческому «Панатинаикосу». 
В розыгрыше 2018/19 команда не смогла пройти первый раунд, проиграв «Прогрессу» (Люксембург).
В розыгрыше 2019/20 уступили во втором раунде грузинскому «Динамо».

### Лига конференций
В сезоне 2022/2023 во втором квалификационном раунде клуб уступил венгерскому «МОЛ Фехервар».

## Стадион
Клуб выступает на главном стадионе Габалы — Габалинском городском стадионе. Общая площадь комплекса 6 гектар. Кроме основного стадиона, на территории комплекса находятся ещё несколько резервных площадок. В 2005 году начались основательные ремонтно-реконструкторные работы. Было установлено 2000 пластиковых кресел, обновлён газон. В 2006 году построили современные раздевалки, тренажерный зал, налажено водоснабжение при помощи артезианских колодцев. В 2007 году было начато строительство запасного стадиона, новых трибун, установка электронного табло. Параллельно с этим было начато строительство резервных площадок с искусственным покрытием.

## Достижения
- Обладатель Кубка Азербайджана(2):2018/19, 2022/23
- Финалист Кубка Азербайджана (3): 2013/14, 2016/17, 2017/2018
- Серебряный призёр чемпионата Азербайджана (2): 2016/17, 2017/2018
- Бронзовый призёр чемпионата Азербайджана (3): 2013/14, 2014/15, 2015/16

## Основной состав
| 1  | Азербайджан | Вр  | Салахат Агаев     |  |  |  |  |  |  |
| 94 | Азербайджан | Вр  | Хабиб Хюшанов     |  |  |  |  |  |  |
|    |             |     |                   |  |  |  |  |  |  |
| 13 | Азербайджан | Защ | Ниджат Алиев      |  |  |  |  |  |  |
| 26 | Азербайджан | Защ | Эльнур Мустафаев  |  |  |  |  |  |  |
| 28 | Азербайджан | Защ | Мурад Мусаев      |  |  |  |  |  |  |
| 44 | Азербайджан | Защ | Салман Алескеров  |  |  |  |  |  |  |
| 66 | Азербайджан | Защ | Нугай Рашидов     |  |  |  |  |  |  |
| 74 | Азербайджан | Защ | Сулейман Дамадаев |  |  |  |  |  |  |
|    | Бразилия    | Защ | Эдуардо Кунде     |  |  |  |  |  |  |
|    | Гана        | Защ | Исаак Амоа        |  |  |  |  |  |  |

|    |                  |     |                   |  |  |  |  |  |  |
| 10 | Азербайджан      | ПЗ  | Шахин Шахнияров   |  |  |  |  |  |  |
| 11 | Азербайджан      | ПЗ  | Асиф Мамедов      |  |  |  |  |  |  |
| 14 | Республика Конго | ПЗ  | Доми Жорес Масуму |  |  |  |  |  |  |
| 21 | Азербайджан      | ПЗ  | Зия Шахарханов    |  |  |  |  |  |  |
|    | Нигерия          | ПЗ  | Салиху Насиру     |  |  |  |  |  |  |
|    | Кот-д’Ивуар      | ПЗ  | Адриэль Ба Луа    |  |  |  |  |  |  |
|    | Ангола           | ПЗ  | Паоло Гуимбила    |  |  |  |  |  |  |
|    |                  |     |                   |  |  |  |  |  |  |
|    | Франция          | Нап | Ибрагим Сангаре   |  |  |  |  |  |  |
| 22 | Азербайджан      | Нап | Фарид Искендеров  |  |  |  |  |  |  |
| 97 | Азербайджан      | Нап | Эльшад Тагиев     |  |  |  |  |  |  |

## Тренерский штаб
- Кахабер Цхададзе — главный тренер
- Георгий Чихрадзе — ассистент главного тренера
- Манаф Калантарли — ассистент главного тренера
- Амиль Агаджанов — ассистент главного тренера
- Милош Евтич — ассистент главного тренера

## Главные тренеры
- Фаиг Джаббаров (2005—2006)
- Рамиз Мамедов (2006 — май 2010, сентябрь 2012 — апрель 2013)
- Тони Адамс (май 2010 — ноябрь 2011)
- Фатих Кавлак (ноябрь 2011 — сентябрь 2012)
- Луис Арагон, и. о. (апрель-май 2013)
- Юрий Сёмин (май 2013 — май 2014)
- Доринел Мунтяну (июнь-декабрь 2014)
- Санан Гурбанов[англ.], и. о. (декабрь 2014)
- Роман Григорчук (декабрь 2014 — май 2018)
- Санан Гурбанов[англ.] (май 2018 — август 2019)
- Эльмар Бахшиев (2 сентября 2019 — 24 февраля 2024)[5]
- Кахабер Цхададзе (26 февраля 2024 — н. в.)[6]

## Выступления в еврокубках

### Лига Европы
| Сезон   | Турнир           | Раунд                   | Соперник          | Дома | В гостях | Общий счёт |  |
| ------- | ---------------- | ----------------------- | ----------------- | ---- | -------- | ---------- |  |
| 2014/15 | Лига Европы УЕФА | Первый отборочный раунд | Широки-Бриег      | 0:2  | 0:3      | 0:5        |  |
| 2015/16 | Лига Европы УЕФА | Первый отборочный раунд | Динамо Тбилиси    | 2:0  | 1:2      | 3:2        |  |
| 2015/16 | Лига Европы УЕФА | Второй отборочный раунд | Чукарички         | 2:0  | 0:1      | 2:1        |  |
| 2015/16 | Лига Европы УЕФА | Третий отборочный раунд | Аполлон Лимасол   | 1:0  | 1:1      | 2:1        |  |
| 2015/16 | Лига Европы УЕФА | Плей-офф раунд          | Панатинаикос      | 0:0  | 2:2      | 2:2(г)     |  |
| 2015/16 | Лига Европы УЕФА | Группа C                | Боруссия Дортмунд | 1:3  | 0:4      | 4-е        |  |
| 2015/16 | Лига Европы УЕФА | Группа C                | ПАОК              | 0:0  | 0:0      | 4-е        |  |
| 2015/16 | Лига Европы УЕФА | Группа C                | Краснодар         | 0:3  | 1:2      | 4-е        |  |
| 2016/17 | Лига Европы УЕФА | Первый отборочный раунд | Самтредиа         | 5:1  | 1:2      | 6:3        |  |
| 2016/17 | Лига Европы УЕФА | Второй отборочный раунд | МТК               | 2:0  | 2:1      | 4:1        |  |
| 2016/17 | Лига Европы УЕФА | Третий отборочный раунд | Лилль             | 1:0  | 1:1      | 2:1        |  |
| 2016/17 | Лига Европы УЕФА | Плей-офф раунд          | Марибор           | 3:1  | 0:1      | 3:2        |  |
| 2016/17 | Лига Европы УЕФА | Группа C                | Андерлехт         | 1:3  | 1:3      | 4-е        |  |
| 2016/17 | Лига Европы УЕФА | Группа C                | Сент-Этьен        | 1:2  | 0:1      | 4-е        |  |
| 2016/17 | Лига Европы УЕФА | Группа C                | Майнц 05          | 2:3  | 0:2      | 4-е        |  |
| 2017/18 | Лига Европы УЕФА | Второй отборочный раунд | Ягеллония         | 1:1  | 2:0      | 3:1        |  |
| 2017/18 | Лига Европы УЕФА | Третий отборочный раунд | Панатинаикос      | 1:2  | 0:1      | 1:3        |  |
| 2018/19 | Лига Европы УЕФА | Первый отборочный раунд | Прогресс          | 0:2  | 1:0      | 1:2        |  |
| 2019/20 | Лига Европы УЕФА | Второй отборочный раунд | Динамо Тбилиси    | 0:2  | 0:3      | 0:5        |  |

### Лига конференций
| Сезон     | Турнир                | Раунд                   | Соперник     | Дома | В гостях | Общий счёт |  |
| --------- | --------------------- | ----------------------- | ------------ | ---- | -------- | ---------- |  |
| 2022/2023 | Лига конференций УЕФА | Второй отборочный раунд | МОЛ Фехервар | 4:1  | 1:2      | 5:3        |  |